# NGC 3803
NGC 3803 este o galaxie eliptică situată în constelația Leul. A fost descoperită în 27 martie 1856 de către William Parsons, 3rd Earl of Rosse⁠(d).